# Paul McDowell (Ruderer)
Paul McDowell (* 17. Januar 1905 in Philadelphia, Pennsylvania; † 14. August 1962 ebenda) war ein Ruderer aus den Vereinigten Staaten, der eine olympische Bronzemedaille gewann.

## Karriere
Der für den Pennsylvania Barge Club rudernde McDowell trat bei den Olympischen Spielen 1928 in Amsterdam zusammen mit John Schmitt im Zweier ohne Steuermann an. In der ersten Runde besiegten die Amerikaner das belgische Boot, in der zweiten Runde bezwangen sie die Briten, die aber nach der Zeitregelung weiterkamen. Nach einer Halbfinalniederlage gegen den deutschen Zweier gewannen die Amerikaner im Kampf um Bronze gegen die Italiener und erhielten die Bronzemedaille. Im Finale siegten die Deutschen vor den Briten.
McDowell arbeitete später im Sportmanagement und bei der Presse.